# Gouvernement Niasse I
Pour les articles homonymes, voir Niasse.
Le gouvernement Niasse I est un gouvernement du Sénégal présenté par Moustapha Niasse le 5 avril 1983. 
On compte 13 sortants (dont 3 des 4 ministres d'État de 1981) et 14 entrants. Parmi eux, il y a des membres de la société civile, comme Doudou Ndoye, Thierno Bâ ou Iba Der Thiam. Toutefois, le caractère socialiste du gouvernement est maintenu, contrairement à la promesse faite par Abdou Diouf 10. Enfin, seuls Moustapha Niasse, Mamadou Touré, Djibo Leyti Kâ et Mamadou Diop conservent le poste qu'ils occupaient antérieurement.
| Fonction                                                                               | Nom                           |
| -------------------------------------------------------------------------------------- | ----------------------------- |
| Premier ministre intérimaire et ministre d'État, ministre des Affaires étrangères      | Moustapha Niasse              |
| Ministre des Forces armées                                                             | Médoune Fall                  |
| Ministre de l'Intérieur                                                                | Ibrahima Wone                 |
| Ministre de l'Économie et des Finances                                                 | Mamadou Touré                 |
| Ministre de l'Équipement                                                               | Robert Sagna                  |
| Ministre de la Culture                                                                 | Abdel Kader Fall              |
| Ministre de l'Enseignement supérieur                                                   | Ibrahima Fall                 |
| Ministre de l'Éducation nationale                                                      | Iba Der Thiam                 |
| Ministre du Plan et de la Coopération                                                  | Cheikh Hamidou Kane           |
| Ministre du Développement rural                                                        | Bator Diop                    |
| Ministre du Développement industriel et de l'Artisanat                                 | Serigne Lamine Diop           |
| Ministre de la Recherche scientifique et technique                                     | Moussa Daffé                  |
| Ministre de l'Urbanisme et de l'Habitat                                                | Hamidou Sakho                 |
| Ministre du Commerce                                                                   | Abdourahmane Touré            |
| Ministre de l'Information, des Télécommunications et des Relations avec les Assemblées | Djibo Leyti Kâ                |
| Ministre de la Santé publique                                                          | Mamadou Diop                  |
| Ministre de l'Hydraulique                                                              | Samba Yéla Diop               |
| Ministre de la Fonction publique, de l'Emploi et du Travail                            | André Sonko                   |
| Ministre du Développement social                                                       | Maïmouna Kane                 |
| Ministre de la Jeunesse et des Sports                                                  | François Bop                  |
| Ministre de la Protection de la Nature                                                 | Cheikh Abdoul Khadre Cissokho |